# Monongah
Monongah és una població dels Estats Units a l'estat de Virgínia de l'Oest. Segons el cens del 2000 tenia 939 habitants.

## Demografia
Segons el cens del 2000, Monongah tenia 939 habitants, 406 habitatges, i 263 famílies. La densitat de població era de 771,4 habitants per km².
Dels 406 habitatges en un 24,9% hi vivien nens de menys de 18 anys, en un 50,5% hi vivien parelles casades, en un 10,3% dones solteres, i en un 35% no eren unitats familiars. En el 32,8% dels habitatges hi vivien persones soles el 17,5% de les quals corresponia a persones de 65 anys o més que vivien soles. El nombre mitjà de persones vivint en cada habitatge era de 2,31 i el nombre mitjà de persones que vivien en cada família era de 2,92.
Per edats la població es repartia de la següent manera: un 21% tenia menys de 18 anys, un 8,8% entre 18 i 24, un 26,9% entre 25 i 44, un 25,1% de 45 a 60 i un 18,1% 65 anys o més.
L'edat mediana era de 40 anys. Per cada 100 dones de 18 o més anys hi havia 91,7 homes.
La renda mediana per habitatge era de 25.750 $ i la renda mediana per família de 33.000 $. Els homes tenien una renda mediana de 25.417 $ mentre que les dones 19.722 $. La renda per capita de la població era de 14.079 $. Entorn del 12,2% de les famílies i el 15,4% de la població estaven per davall del llindar de pobresa.

## Poblacions més properes
El següent diagrama mostra les poblacions més properes.